# Adolphe Lacomblé
Adolphe Lacomblé (Brussel, 18 september 1857 – Elsene, 29 december 1935) was een Belgisch advocaat en fotograaf. Hij schreef een van de eerste werken over het auteursrecht op fotografische afbeeldingen in België. In 1893 werd hij lid van de Association Belge de Photographie. Hij werd secretaris en vice-president van de vereniging, en ten slotte voorzitter (1905-1907).
Zijn activiteit als fotograaf beslaat de periode 1891-1921. Hij maakte portretten van vrienden en kennissen, en landschapsfoto's in de Kempen, de Ardennen en het Brusselse ommeland (Zoniënwoud, Tervuren...). In de hoofdstad zelf was hij gefascineerd door het aanwezige water. In zijn enscenering probeerde hij de tijdloze kwaliteit van een schilderij te bereiken (picturalisme).
Hij is niet te verwarren met de gelijknamige schilder (1821–1886), naar wie een straat in Schaarbeek is genoemd.